# Шултюте
Шултюте, цукъртюте (на немски: Schultüte, Zuckertüte) е традиционен в Германия подарък, които получават децата за първия учебен ден в първи клас.
То е под формата на рог на изобилието, изпълнен със сладкарски изделия, във вид на обърнат конус или пирамида от картон с декоративна хартия, а в горната част има вързана панделка.
Този обичай се практикува и в Австрия, Германия, Полша и Чехия.